# Světový pohár v alpském lyžování 1984/1985
Světový pohár v alpském lyžování 1984/1985 začal v prosinci 1984 v Itálii a skončil v březnu 1985 ve Spojených státech. Celkovými vítězi se stali Marc Girardelli z Lucemburska a Michela Figiniová ze Švýcarska; oba byli šampiony poprvé.
Plánovanou přestávkou bylo mistrovství světa 1985, které se konalo v Bormiu v severní Itálii mezi 31. lednem a 10. únorem 1985. Jednalo se o první mistrovství světa konané v lichém roce. Byl to také poslední rok, kdy byl super G zařazen do disciplíny obří slalom; počínaje další sezónou byl považován za samostatnou disciplínu.

## Muži
- Velký křišťálový glóbus:  Marc Girardelli 262
- Malý křišťálový glóbus (Slalom):  Marc Girardelli 125
- Malý křišťálový glóbus (Obří slalom):  Marc Girardelli 120
- Malý křišťálový glóbus (Super G):  Pirmin Zurbriggen 70
- Malý křišťálový glóbus (Sjezd):  Helmuth Hoeflehner 110

| Datum        | Závod           | Disciplína  | Vítěz                    | Výsledky |
| ------------ | --------------- | ----------- | ------------------------ | -------- |
| 2. prosinec  | Sestriere       | Slalom      | Marc Girardelli          | Výsledky |
| 7. prosinec  | Puy St. Vincent | Super G     | Pirmin Zurbriggen        | Výsledky |
| 8. prosinec  | Puy St. Vincent | Obří slalom | Robert Erlacher          | Výsledky |
| 11. prosinec | Sestriere       | Obří slalom | Marc Girardelli          | Výsledky |
| 12. prosinec | Sestriere       | Slalom      | Pirmin Zurbriggen        | Výsledky |
| 15. prosinec | Val Gardena     | Sjezd       | Helmuth Hoeflehner       | Výsledky |
| 16. prosinec | Campiglio       | Slalom      | Bojan Krizaj             | Výsledky |
| 16. prosinec | Campiglio       | Kombinace   | Andreas Wenzel           | Výsledky |
| 17. prosinec | Campiglio       | Super G     | Marc Girardelli          | Výsledky |
| 4. leden     | Bad Wiessee     | Slalom      | Marc Girardelli          | Výsledky |
| 6. leden     | La Mongie       | Slalom      | Andreas Wenzel           | Výsledky |
| 8. leden     | Schladming      | Obří slalom | Thomas Buergler          | Výsledky |
| 11. leden    | Kitzbühel       | Sjezd       | Pirmin Zurbriggen        | Výsledky |
| 11. leden    | Kitzbühel       | Kombinace   | Pirmin Zurbriggen        | Výsledky |
| 12. leden    | Kitzbühel       | Sjezd       | Pirmin Zurbriggen        | Výsledky |
| 13. leden    | Kitzbühel       | Slalom      | Marc Girardelli          | Výsledky |
| 13. leden    | Kitzbühel       | Kombinace   | Andreas Wenzel           | Výsledky |
| 15. leden    | Adelboden       | Obří slalom | Hans Enn                 | Výsledky |
| 19. leden    | Wengen          | Sjezd       | Helmuth Hoeflehner       | Výsledky |
| 20. leden    | Wengen          | Sjezd       | Peter Wirnsberger        | Výsledky |
| 21. leden    | Wengen          | Slalom      | Marc Girardelli          | Výsledky |
| 21. leden    | Wengen          | Kombinace   | Michel Vion              | Výsledky |
| 26. leden    | Garmisch        | Sjezd       | Helmuth Hoeflehner       | Výsledky |
| 27. leden    | Garmisch        | Super G     | Marc Girardelli          | Výsledky |
| 27. leden    | Garmisch        | Kombinace   | Peter Mueller            | Výsledky |
| 14. únor     | Bad Kleinkirch  | Sjezd       | Karl Alpiger             | Výsledky |
| 15. únor     | Kranjska Gora   | Obří slalom | Thomas Buergler          | Výsledky |
| 16. únor     | Kranjska Gora   | Slalom      | Marc Girardelli          | Výsledky |
| 2. březen    | Furano          | Sjezd       | Todd Brooker             | Výsledky |
| 3. březen    | Furano          | Super G     | Daniel Mahrer Steven Lee | Výsledky |
| 9. březen    | Aspen           | Sjezd       | Peter Mueller            | Výsledky |
| 10. březen   | Aspen           | Obří slalom | Marc Girardelli          | Výsledky |
| 16. březen   | Panorama        | Sjezd       | Peter Mueller            | Výsledky |
| 17. březen   | Panorama        | Super G     | Pirmin Zurbriggen        | Výsledky |
| 20. březen   | Park City       | Slalom      | Marc Girardelli          | Výsledky |
| 23. březen   | Heavenly Valley | Slalom      | Marc Girardelli          | Výsledky |

## Ženy
- Velký křišťálový glóbus:  Michela Figiniová 259
- Malý křišťálový glóbus (Slalom):  Erika Hessová 123
- Malý křišťálový glóbus (Obří slalom):  Michela Figiniová 110
- Malý křišťálový glóbus (Super G):  Marina Kiehlová 70
- Malý křišťálový glóbus (Sjezd):  Michela Figiniová 115

| Datum        | Závod           | Disciplína  | Vítěz                   | Výsledky |
| ------------ | --------------- | ----------- | ----------------------- | -------- |
| 1. prosinec  | Courmayeur      | Slalom      | Perrine Pelenová        | Výsledky |
| 6. prosinec  | Puy St. Vincent | Sjezd       | Zoe Haas                | Výsledky |
| 8. prosinec  | Davos           | Super G     | Traudl Haecher          | Výsledky |
| 9. prosinec  | Davos           | Slalom      | Christelle Guignard     | Výsledky |
| 9. prosinec  | Davos           | Kombinace   | Brigitte Oertli         | Výsledky |
| 13. prosinec | Campiglio       | Obří slalom | Marina Kiehlová         | Výsledky |
| 14. prosinec | Campiglio       | Slalom      | Dorota Tlalka           | Výsledky |
| 18. prosinec | Santa Caterina  | Obří slalom | Vreni Schneiderová      | Výsledky |
| 21. prosinec | Santa Caterina  | Sjezd       | Elisabeth Kirchler      | Výsledky |
| 4. leden     | Maribor         | Obří slalom | Michela Figiniová       | Výsledky |
| 5. leden     | Maribor         | Slalom      | Tamara Mc Kinney        | Výsledky |
| 9. leden     | Bad Kleinkirch  | Sjezd       | Michela Figiniová       | Výsledky |
| 9. leden     | Bad Kleinkirch  | Kombinace   | Michela Figiniová       | Výsledky |
| 10. leden    | Bad Kleinkirch  | Sjezd       | Michela Figiniová       | Výsledky |
| 12. leden    | Bad Kleinkirch  | Slalom      | Christelle Guignard     | Výsledky |
| 12. leden    | Bad Kleinkirch  | Kombinace   | Brigitte Oertli         | Výsledky |
| 13. leden    | Pfronten        | Super G     | Michela Figiniová       | Výsledky |
| 14. leden    | Pfronten        | Slalom      | Paoletta Magoniová      | Výsledky |
| 19. leden    | Megeve          | Sjezd       | Michela Figiniová       | Výsledky |
| 21. leden    | St. Gervais     | Obří slalom | Michela Figiniová       | Výsledky |
| 25. leden    | Arosa           | Slalom      | Maria Epple             | Výsledky |
| 27. leden    | Arosa           | Super G     | Marina Kiehlová         | Výsledky |
| 2. březen    | Vail            | Sjezd       | Katharina Gutensohn     | Výsledky |
| 3. březen    | Vail            | Obří slalom | Blanca Fernandez Ochoa  | Výsledky |
| 8. březen    | Sunshine        | Sjezd       | Maria Walliserová       | Výsledky |
| 9. březen    | Sunshine        | Sjezd       | Laurie Graham           | Výsledky |
| 9. březen    | Sunshine        | Kombinace   | Michela Figiniová       | Výsledky |
| 10. březen   | Sunshine        | Super G     | Marina Kiehlová         | Výsledky |
| 13. březen   | Lake Placid     | Obří slalom | Diann Roffe Steinrotter | Výsledky |
| 16. březen   | Waterville      | Slalom      | Tamara McKinney         | Výsledky |
| 17. březen   | Waterville      | Obří slalom | Vreni Schneiderová      | Výsledky |
| 19. březen   | Park City       | Slalom      | Erika Hessová           | Výsledky |
| 22. březen   | Heavenly Valley | Slalom      | Erika Hessová           | Výsledky |